# クリーモフ RD-500
クリーモフ RD-500は、ソ連で実用化した初期のターボジェットエンジン。名目上ヴラジーミル・ヤーコヴレヴィチ・クリーモフ設計局で開発された。

## 概要

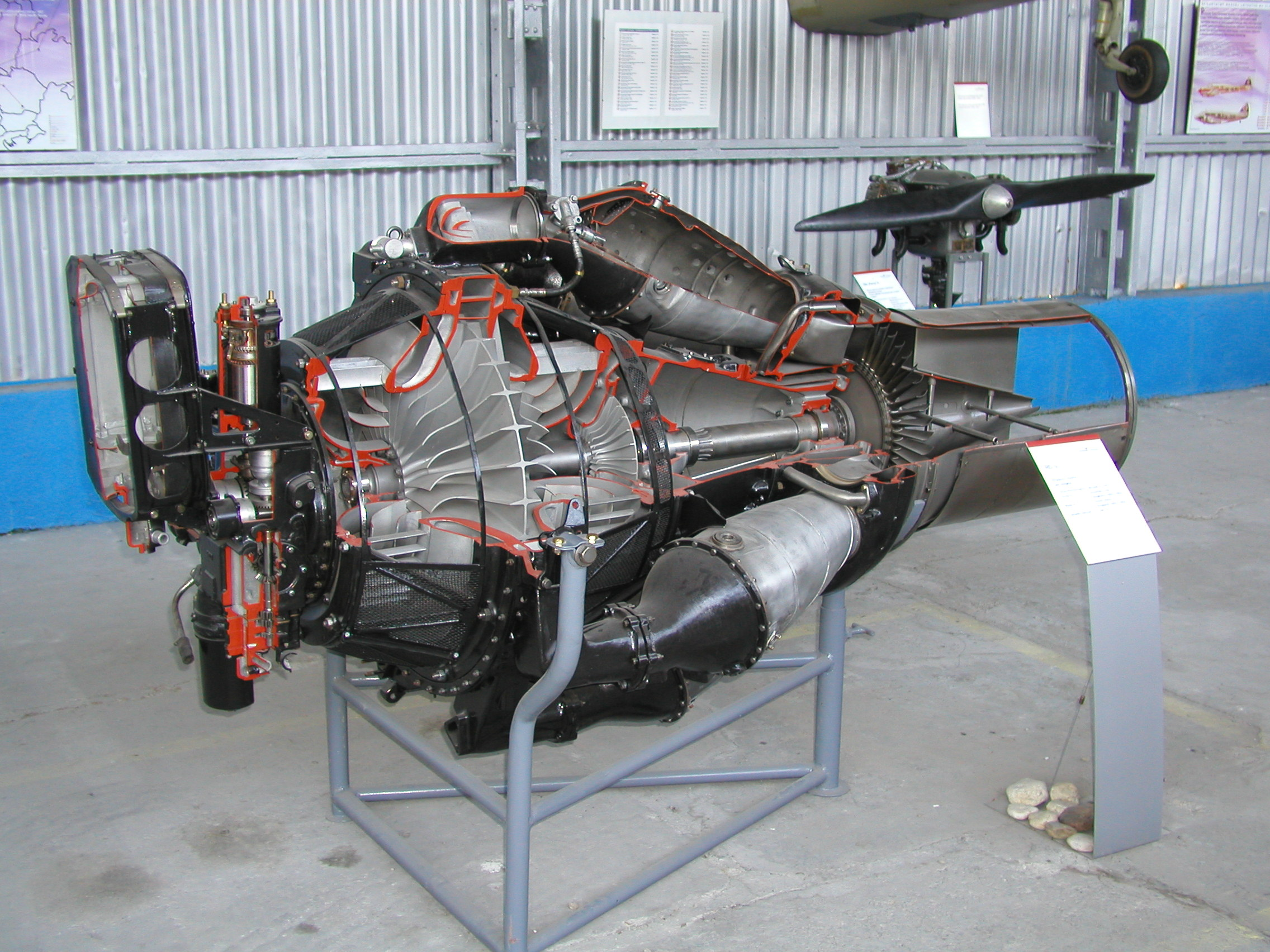
クリーモフ RD-500

第二次世界大戦終結後、アメリカのペーパークリップ作戦に対抗してソ連は多数のドイツ人技術者や仕掛品のエンジンを鹵獲したが、敗戦直前にドイツで生産された物の品質は劣悪だった反面、技術的には余りに高度だったため、当分野では後発国たるソ連の参考にはなり難かった。
折りしも冷戦本格化前の翌1946年、イギリスで成立したクレメント・アトリー労働党政権が、ソ連との友好関係から、最新鋭ターボジェットであるロールス・ロイス ニーン40基（35基とも）と、縮小版のダーウェント Mk.V 25基の輸出を承認したことが、ソ連にとって福音となった。
これらは間もなくドイツ人技術者の主導でリバースエンジニアリングされ、速やかにメートル法で書かれた図面が作成され、ダーウェントシリーズで使用された材料が分析されたが高温でのクリープ耐性のあるNimonic 80合金を代替することは困難であることがわかった。 
まもなくNimonic 80の高温での特性に合致するKhN 80T合金が見つかったがクリープ耐性は無かった。500 の型番は最初に生産した最初のダーウェントのコピーエンジンが生産された第500番工場の標識に由来してRD-500(Reaktivnyy Dvigatel' — ジェットエンジンの意)として指定され、（クリーモフ RD-45を生産した工場は45であった）1947年、12月31日に試験されたが、すぐに問題が生じた。燃焼が不均一でこれが原因で燃焼室に亀裂が入った。これはソビエトで燃料、速度、始動装置を変更した事に起因する可能性があった。しかしこれらの問題は1948年9月までに解決されエンジンは100時間の運転試験に合格した。
RD-500は単段遠心式圧縮機、ニーン燃焼器と単段タービンを備えたダーウェントのコピーだった。それはダーウェントの推力15.9 kN (3,506 lbf)と同じで重量はわずか13.7 kg (30 lb)重かった。主な問題はタービンブレードで30%が鋳造後の再結晶の試験で不合格になった。KhN 80T合金のクリープ耐性が劣る為、その結果、タービン翼は危険なまでに伸びた。初期に生産されたRD-500の最大40%は納入前に個別に調整する必要があり、運用時間は受け入れ試験の100時間に達しなかった。
ソビエトはエンジンの生産に重大な問題を抱えており、1947年に1台のエンジンを生産する為に2万時間の工数を必要としていた。1948年11月には7,900時間に減り、さらに1949年3月には4734時間に減り4000時間まで減らす事が目標にされた。第500番工場では1948年に計97基、1949年に462基、1949年にカザンの第16番工場に計画が移転して300基が生産された。ロールス・ロイス ニーンエンジンを基にしたクリーモフ VK-1が生産される事になりRD-500の生産は1950年頃に中止された。
RD-500 は単板両面式の遠心圧縮機と、9基の燃焼室、単段のタービンを擁し、推力15.6ｋNを発揮した。この RD-500 はLa-15やYak-25/Yak-30等、多数のソ連の初期ジェット軍用機に搭載されたが, Yak-23だけは少数の運用に留まった。
遠心圧縮式ターボジェットエンジンは構造が単純で、早期の戦力化に即した反面、機械的限界から性能向上の余地が殆ど残されておらず、また大径なため機体設計上障害になることなどから、軸流圧縮式ターボジェットエンジンに取って代わられた。

## 諸元 (RD-500)
一般的特性
- 形式: ターボジェット
- 全長: 2.11メートル (6 ft 11 in)
- 直径: 1.09メートル (3 ft 7 in)
- 乾燥重量: 580.7 kg (1,280 lb)

構成要素
- 圧縮機: 単段 遠心式圧縮機
- 燃焼器: ニーン
- タービン: 単段式

性能
- 推力: 15.9 kN (3,600 lbf)
- 燃料消費率: 1.4
- 推力重量比: 2.73

## 搭載機
- ラヴォーチキン La-15
- ヤコブレフ Yak-23
- ヤコブレフ Yak-25
- ヤコブレフ Yak-30

### 文献
- Kay, Anthony L. Turbojet: History and Development 1930–1960: Volume 2: USSR, USA, Japan, France, Canada, Sweden, Switzerland, Italy, Czechoslovakia and Hungary. Marlborough, Wiltshire: Crowood Press, 2007 ISBN 978-1-86126-939-3
- Gunston, Bill. The Osprey Encyclopaedia of Russian Aircraft 1875–1995. London, Osprey, 1995 ISBN 1-85532-405-9